# 南亞食品
南亞食品工業股份有限公司是一家臺灣的飲料製造商，創立於台灣日治時期，以維大力系列產品聞名於臺灣。

## 企業歷史
臺灣日治時期，南亚化学工業株式会社成立，生產加工食品相關化學物。
1950年3月9日，依中華民國法律《公司法》更名為南亞食品工業股份有限公司。
1950年代起，南亞食品開始以「白梅」做品牌，生產各類果汁與食品罐頭，並引進國外汽水生產線。1960年代後開始將臺灣農產品如香菇、橘子、蘆筍製作成罐頭加工品，外銷出口至歐、美、日等國。1964年，從日本引進維大力汽水，以添加維他命而非食用色素呈現的金黃色為賣點，號稱「全國第一支添加維他命的營養飲料」。近十年後，擴廠增建第二廠房及辦公室，於1979年引進易開罐生產線。1981年與遠東紡織共同投資研發臺灣首見的寶特瓶裝飲料。1980年代後，數次獲得優質廠商相關獎章獎牌與政府認證，也不斷拓展新的產品線如茶類、飲用水等。

維大力汽水2公升裝瓶

### 銷售產品
南亞食品最為人所熟知的產品維大力汽水，被視為臺灣藍領工人經常使用、搭配酒精飲料的調酒用品。維大力常常被拿來跟米酒及保力達B混搭，這樣的搭配在1970年代末隨著汽水飲料的流行，開始風行於臺灣（甚至有買香菸送維大力加米酒的促銷方案），演變至今被政治人物朱立倫形容為勞工朋友「一種時尚的喝法」。

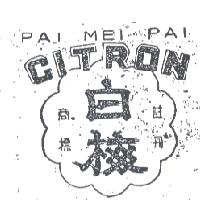
1987年南亞食品所販售的果汁與汽水廣告，時至今日南亞食品不再生產鐵罐裝的果汁，當時的子品牌「白梅」已不復見。

維大力聲音商標由原野三重唱合唱，1990年原野三重唱曾在中視《歡樂一百點》現場唱維大力聲音商標。

## 特色行銷

### 鋁罐造型送貨車
第一批是1992年上路，淡水
圖片

### 鋁罐造型玩具迴力車
迴力車

### 工廠
招牌

## 消費爭議
2010年4月，一位臺北縣消費者飲用鋁罐裝維大力汽水時，發現罐中有異物，把汽水中的螞蟻以及其他不明異物的照片上傳到網路討論區mobile01，兩天後南亞食品副總經理至消費者家中登門拜訪了解問題，卻因為雙方溝通不良，南亞食品決定對消費者提告《中華民國刑法》妨害名譽罪，一時間輿論譁然
。當時消保官與消基會都曾介入調停，但仍進入司法程序。經歷二審，皆因舉證不足，判決消費者無罪定讞。南亞食品敗訴後，在其官網上公開發表對螞蟻事件的聲明，認為消費者心懷不軌，並將其與毒蠻牛事件等詐財事件類比；引起該名消費者不滿，對南亞食品以及相關網路鄉民反提告《中華民國刑法》妨害名譽罪。2015年10月初，臺灣高等法院判決，南亞食品副總經理兼廠長蔡0哲汙衊消費者，依《中華民國刑法》文字誹謗罪判處有期徒刑三個月定讞。

## 參與同業公會或相關組織
- 臺灣區飲料工業同業公會甲級會員[18]
- 臺灣罐頭食品工業同業公會一級會員[19]

## 外部連結
- 官方网站
- 維大力的Facebook專頁
- YouTube上的vitali128頻道